# Oltre il ponte di Brooklyn
Oltre il ponte di Brooklyn (Over the Brooklyn Bridge) è un film del 1984 diretto da Menahem Golan.

## Trama
Un pizzaiolo ebreo di Brooklyn, Alby Sherman, ha due problemi da risolvere: trovare i soldi per aprire un ristorante al di là del ponte di Brooklyn e sposare o no la fidanzata Elizabeth con la quale convive da due anni.
Con impegno e determinazione il pizzaiolo riesce a risolvere entrambi i problemi in modo positivo.

## Distribuzione
| Paese       | Data             |
| ----------- | ---------------- |
| Stati Uniti | 2 marzo 1984     |
| Finlandia   | 16 novembre 1984 |
| Svezia      | 25 gennaio 1985  |